# Jan Szczerbal
Jan Szczerbal (ur. 14 grudnia 1933 w Kościanie, zm. 14 maja 2006) – polski ślusarz, poseł na Sejm PRL IX kadencji.

## Życiorys
Skończył Średnią Szkołę Zawodową w Kościanie. Z zawodu ślusarz. Mistrz nauki zawodu w Państwowym Ośrodku Maszynowym w Kościanie. Działał w ruchu związkowym w zakładzie pracy i na szczeblu centralnym. Działacz ZHP i ZMP. W latach 1985–1989 pełnił mandat posła na Sejm PRL IX kadencji z okręgu Leszno, był posłem bezpartyjnym. Zasiadał w Komisji Rolnictwa, Leśnictwa i Gospodarki Żywnościowej. Odznaczony Krzyżem Kawalerskim Orderu Odrodzenia Polski.